# Anéis olímpicos

Os anéis

Os anéis olímpicos são um símbolo dos Jogos Olímpicos composto por cinco arcos entrelaçados, com as cores azul, amarelo, preto, verde e vermelho sobre um fundo branco. Este foi originalmente concebido em 1913 pelo Barão Pierre de Coubertin, fundador dos Jogos Olímpicos modernos.
O emblema foi escolhido para ilustrar e representar o Congresso mundial de 1914: cinco anéis entrelaçados com cores diferentes - azul, amarelo, preto, verde e vermelho - são colocados no campo em branco do papel. Esses cinco anéis representam as cinco partes do mundo, que agora são conquistados para Olimpismo e dispostas a aceitar uma concorrência saudável. 

## Cores
As cores utilizadas nos cinco anéis da bandeira foram escolhidas e representadas por Pierre de Coubertin devido à frequência em que aparecem nas bandeiras das diversas nações no mundo. Pelo menos uma das demais cores está presente em cada bandeira, dessa forma, integra todos os países, fornecendo um sentido universal para as Olimpíadas. Há uma versão de que cada anel representaria um continente (sendo o anel azul correspondente à Europa, o anel amarelo à Ásia, o preto à África, o verde à Oceania e o vermelho à América), porém essa versão é oficialmente tida como equivocada.

## Desenho original
O desenho foi feito em 1913 por Pierre de Coubertin recorrendo a grafite e guache em papel, medindo 21 por 27,5 centímetros.
O projeto foi entregue por Pierre de Coubertin a um homem suíço, tendo ficado na família ao longo dos tempos até que um colecionador o comprou e colocou-o à venda em 2020.
Em 26 de Julho de 2020 o desenho foi vendido a um colecionador brasileiro por 185 mil euros, mais custos, ou 234 950 euros.